# Allomarkgrafia
Allomarkgrafia Woodson  é um género botânico pertencente à família Apocynaceae.

## Espécies
- Allomarkgrafia brenesiana Woodson
- Allomarkgrafia campanulata (Markgr.) J.F.Morales
- Allomarkgrafia ecuatoriana J.F.Morales
- Allomarkgrafia equatoriana J.F.Morales
- Allomarkgrafia foreroi A.H.Gentry
- Allomarkgrafia insignis J.F.Morales
- Allomarkgrafia laxiflora A.H.Gentry
- Allomarkgrafia ovalis Woodson
- Allomarkgrafia plumeriiflora Woodson
- Allomarkgrafia subtubulosa Woodson
- Allomarkgrafia tubiflora Woodson ex Dwyer